# Brigitte L. Nacos
Brigitte Lebens Nacos (* 1936 in Hagen) ist ein deutsch-amerikanische Politikwissenschaftlerin und Publizistin.

## Werdegang
Nacos beendete ihren schulischen Bildungsweg 1956 mit dem Abitur an der Ricarda-Huch-Schule in Hagen. Im Anschluss daran absolvierte sie bis 1958 ein Volontariat bei der westfälischen Tageszeitung Westfälische Rundschau, von der sie anschließend als Redakteurin übernommen wurde. Über den Deutschen Journalisten Verband (DJV) erhielt sie ein auf ein Jahr angelegtes Stipendium (1965–1966) für die USA, das in einen dauerhaften Aufenthalt überging. Sie war bis einschließlich 2003 Korrespondentin für verschiedene deutsche Tageszeitungen und erwarb berufsbegleitend nacheinander drei Abschlüsse der Columbia University: einen B.A. (1981), einen M.Phil. (1984) und einen Ph.D. (1988). Danach nahm sie an ihrer Alma Mater eine Lehrtätigkeit in Politikwissenschaft auf, die 2001 im Titel Adjunct Professor mündete. Über die Jahre betätigte sich Nacos auch als Publizistin und veröffentlichte eine Reihe von Werken rund um Politik und Medien.

## Veröffentlichungen (Auswahl)
- Brigitte L. Nacos: From Bonn to Berlin : German politics in transition. Econ-Verlag, Düsseldorf, Wien 1976, ISBN 0-231-08413-7.
- Brigitte Lebens Nacos: Terrorism and the Media: From the Iran Hostage Crisis to the Oklahoma City Bombing. Columbia University Press, New York; Chichester, West Sussex 1996, ISBN 978-0-231-06978-6 (englisch).
- Lewis Joachim Edinger, Brigitte L. Nacos: From Bonn to Berlin : German politics in transition. Rowman & Littlefield, New York; Chichester, West Sussex 1998, ISBN 978-0-231-08412-3 (englisch).
- Brigitte L. Nacos: Mass-Mediated Terrorism: The Central Role of the Media in Terrorism and Counterterrorism. Columbia University Press, New York; Chichester, West Sussex 2007, ISBN 978-0-7425-5379-8 (englisch).